# يوها سيبيلا
يوها بيتري سيبيلا (بالفنلندية: Juha Petri Sipilä) هو سياسي فنلندي ورئيس وزرائها منذ 19 مايو 2015 حتى 6 يونيو 2019، ولد في يوم 25 أبريل 1961 في بلدة فيتيلي في فنلندا، هو زعيم حزب الوسط الفنلندي منذ 2012، نال منصب رئاسة الوزراء بعد فوز حزبه في انتخابات 2015 وتمت المصادقة عليه من البرلمان الفنلندي في مايو 2015.

## روابط خارجية
- يوها سيبيلا على موقع الموسوعة البريطانية (الإنجليزية)
- يوها سيبيلا على موقع مونزينجر (الألمانية)